# Beijing Qiche Nuzi Paiqiu Julebu
Il Beijing Qiche Nuzi Paiqiu Julebu (北京汽车女子排球俱乐部S, Běijīng Qìchē Nǚzǐ Páiqiú JùlèbùP) è una società pallavolistica cinese con sede a Pechino, militante nel massimo campionato cinese, la Volleyball League A.

## Storia
Il Beijing Nuzi Paiqiu Dui viene fondato nel 1956. Con la nascita del professionismo il club prende parte al campionato cinese sin dal 1996, iscritto alla serie cadetta, la Volleyball League B. Il club ottiene la promozione nella massima serie nel 1999, debuttando nella Volleyball League A nella stagione 1999-00. Dopo diversi alti e bassi tra metà e fondo classifica, dopo aver concluso per il terzo anno consecutivo il campionato al dodicesimo posto, il club retrocede al termine della stagione 2006-07. Grazie all'immediata vittoria del campionato cadetto, rientra nella massima serie nel campionato 2008-09, chiudendo con l'ottavo posto in classifica. Va peggio nel campionato successivo, nel quale il decimo posto finale costa una nuova retrocessione, ma ancora una volta la permanenza in serie cadetta dura una sola stagione, grazie alla promozione centrata nel 2011.
Nella stagione 2011-12 il club centra la salvezza, classificandosi all'ottavo posto, mentre nel campionato successivo, grazie alla quarta piazza occupata in regular season il Beijing disputa per la prima volta i play-off scudetto, chiudendo al quarto posto. Nell'annata 2013-14 la squadra si piazza a metà classifica, non riuscendo a bissare l'ingresso ai play-off.

## Rosa 2015-2016
| N° | Nome              | Ruolo | Data di nascita   | Nazionalità sportiva |
| -- | ----------------- | ----- | ----------------- | -------------------- |
| 1  | Zhou Wenjun       | P     | 26 febbraio 1993  | Cina                 |
| 2  | Chen Xintong      | P     | 8 aprile 1994     | Cina                 |
| 3  | Kang Yujie        | S     | 22 settembre 1988 | Cina                 |
| 4  | Jana Matiašovská  | S/O   | 7 luglio 1987     | Azerbaigian          |
| 5  | Liu Xiaotong      | S     | 16 febbraio 1990  | Cina                 |
| 6  | Zhang Yu          | C     | 25 settembre 1995 | Cina                 |
| 7  | Liu Yue           | L     | 7 febbraio 1994   | Cina                 |
| 8  | Zhao Shuihan      | P     | 1º gennaio 1989   | Cina                 |
| 9  | Zeng Chunlei      | S/O   | 3 novembre 1989   | Cina                 |
| 10 | Zhai Yue          | S     | 1º marzo 1992     | Cina                 |
| 11 | Nataša Krsmanović | C     | 19 giugno 1985    | Serbia               |
| 12 | Zhang Shuo        | S     | 17 giugno 1991    | Cina                 |
| 13 | Jin Ye            | S     | 1º marzo 1996     | Cina                 |
| 14 | Zhang Ziqi        | P     | 16 gennaio 1994   | Cina                 |
| 15 | Liu Xinrui        | S/O   | 24 ottobre 1995   | Cina                 |
| 16 | Liu Mengyao       | S     | 9 agosto 1996     | Cina                 |
| 17 | Suzana Ćebić      | L     | 9 novembre 1984   | Serbia               |
| 18 | Qiao Ting         | C     | 2 marzo 1992      | Cina                 |
| 19 | Zhang Xinfeng     | S     | 12 luglio 1996    | Cina                 |
| 20 | Wang Simin        | L     | 23 dicembre 1997  | Cina                 |